# Губкинский музей освоения Севера
Губкинский музей освоения Севера — расположен в городе Губкинском Ямало-Ненецкого автономного округа. Музей основан 1 января 1996 года.
Выставочная площадь — 298,2 квадратных метров. Посещаемость — около 30 тысяч человек в год.

## Директора музея
- Борис Борисович Пономарев — 1996—2003 гг.
- Марина Ильинична Гардамшина — 2003—2005 гг.
- Лариса Васильевна Чайкина — 2005—2008 гг.
- Елена Викторовна Калитенко — с 2008 года по настоящее время.

## Выставки и экспозиции
В музее открыты четыре выставочных зала. В залах истории, этнографии представлены постоянные экспозиции «Север — судьба моя», «Соседи. Лесные ненцы», «Природа нашего края» . Большой и малый выставочные залы используются для размещения сменных выставок.